# Filipijnse toepaja
De Filipijnse toepaja of Everetttoepaja (Tupaia everetti) is een zoogdier uit de familie van de echte toepaja's (Tupaiidae). De wetenschappelijke naam van de soort werd voor het eerst geldig gepubliceerd door Oldfield Thomas in 1892. Het werd lang als de enige soort van het geslacht Urogale gerekend, maar uit verschillende onderzoeken bleek het genesteld in Tupaia.

## Kenmerken
De totale lengte bedraagt 325 tot 345 mm, de staartlengte 130 tot 143 mm, de achtervoetlengte 48 tot 50 mm, de oorlengte 17 tot 21 mm en het gewicht 195 tot 268 g (deze gegevens zijn gebaseerd op dieren uit de Kitanglad Range; andere populaties zijn iets groter).

## Verspreiding en leefgebied
De Filipijnse toepaja komt voor op de Filipijnse eilanden Mindanao, Siargao en Dinagat. De populatie op Dinagat vertegenwoordigt een vooralsnog onbeschreven ondersoort. Deze soort komt voor in regenwoud van 750 tot 2500 m hoogte. Hoewel de soort vrij algemeen is in zijn habitat, is hij sterk afhankelijk van het regenwoud, dat voor een groot deel is vernietigd. Daarom wordt de soort als kwetsbaar beschouwd. Deze soort eet hoofdzakelijk insecten, maar ook wel wat regenwormen en zaden. 